# Ozzie Nelson
Ozzie Nelson (* 20. März 1906 in Jersey City, New Jersey als Oswald George Nelson; † 3. Juni 1975 in Los Angeles, Kalifornien) war ein US-amerikanischer Sänger und Big-Band-Leader im Bereich des Swing und der populären Musik sowie Entertainer, Schauspieler und Fernseh-Produzent. Oswald „Ozzie“ Nelson wurde in den Vereinigten Staaten vor allem durch die Radio- und Fernsehserien The Adventures of Ozzie and Harriet bekannt, an denen er mit seiner Frau Harriet Hilliard und ihren zwei Söhnen David und Ricky Nelson mitwirkte.

## Leben und Wirken

### Frühes Leben
Nelson war der Sohn schwedischer und englischer Eltern und wuchs in der New Yorker Vorstadt Ridgefield Park auf.
Später graduierte er an der Rutgers University und studierte anschließend an der Law School. Schon auf dem College spielte er Saxophon in einer kleinen Campus-Band, mit der er in den Sommerferien in Glen Island Casino auftrat. Die große Resonanz bewog ihn schließlich, sein Studium des Rechts aufzugeben; er machte die Musik während der Depressionszeit zu seinem Hauptberuf.

### Musikkarriere
Ozzie Nelson gründete 1930 seine erste eigene Band in New York, die Ozzie Nelson Band, der der Durchbruch mit einer Leserumfrage des New York Daily Mirror gelang und sogar das Orchester von Paul Whiteman ausstach. In den 1930er bis in die Mitte der 1940er Jahre nahm Ozzie Nelsons Band zahlreiche Schallplatten zunächst für Brunswick, dann für Vocalion, erneut für Brunswick und später für Bluebird auf. Am 16. Februar 1931 wurde der Song Dream a Little Dream of Me für Brunswick Records aufgenommen, dadurch machte Ozzie Nelson die Erstaufnahme dieses späteren Klassikers.
1934 hatte Nelson einen Hiterfolg mit dem Titel Over Somebody Else's Shoulder, in dem Nelson die Sängerin Harriet Hilliard als seine erste Bandvokalistin einführte; 1932 hatte er schon mit ihr im Duett gesungen, als sie neu in die Band kam; diese Duette verliehen dem Paar eine enorme Popularität in den USA. Auch privat wurden sie ein Paar, im Oktober 1935 erfolgte die Heirat. Hilliard blieb noch bis zur Geburt ihres ersten Sohnes in der Band. Das Paar bekam zwei Söhne: David (1936–2011), der später Schauspieler und Regisseur wurde, und Eric (1940–1985), der unter dem Namen Ricky Nelson ein berühmter Sänger und Schauspieler wurde.
1935 hatte Ozzie Nelson und sein Orchester einen Nummer-eins-Hit in den Pop-Charts mit And Then Some; Ozzie Nelson komponierte noch weitere Songs wie Wave the Stick Blues, Subway, Jersey Jive, Swingin' on the Golden Gate und Central Avenue Shuffle. Auch Johnny Burke schrieb weiteres Songmaterial für Nelsons Band.

### Radio-, Film- und Fernsehkarriere
Ozzie Nelson hatte auch mit seiner Band verschiedene Auftritte in Musikfilmen der 1940er Jahre und hatte auch immer wieder Sprechrollen, wie in dem Musical Strictly in the Groove (1942). Er promotete seine Band mit den damals populären Soundies, die in den Film-Jukeboxen der 1940er liefen. 1952, als er und seine Familie sich schon als Radio- und Fernseh-Stars etabliert hatten, spielten sie in den Film Here Come the Nelsons mit Rock Hudson.
In den 1940er Jahren verlagerte Nelson (um mehr Zeit mit seiner Familie verbringen zu können) seine Aktivitäten auf die Mitwirkung in der Red Skelton's Radio Show. Nelson entwickelte und produzierte dann eine eigene Radioserie, The Adventures of Ozzie and Harriet. Diese Show hatte 1944 ihr Debüt; ihre Söhne wurden von Schauspielern dargestellt. 1952 wechselte die Serie ins Fernsehen, während die Radioversion noch zwei Jahre fortgesetzt wurde. Nelson war Produzent der Serie und wirkte an den Drehbüchern mit. In der Serie traten nun auch seine beiden Söhne auf und insbesondere Ricky Nelson gewann durch diese enorme Popularität Die Seriendarstelung der Familie wurde zu einem Synonym für das ideale amerikanische Familienleben der 1950er Jahre. Adventures of Ozzie and Harriet gilt mit 14 Jahren Laufzeit bis heute als eine der langlebigsten Sitcoms in der US-Fernsehgeschichte.
Seine letzte Fernsehshow hieß Ozzie's Girls und lief ab Herbst 1973 über ein Jahr, als er sie aus gesundheitlichen Gründen abbrechen musste; in dieser Serie vermieteten Ozzie und Harriet die Kinderzimmer ihrer (inzwischen erwachsenen) Söhne an zwei College-Studentinnen, eine weiß, eine schwarz. 1973 veröffentlichte Ozzie Nelson auch seine Autobiographie Ozzie.
Ende der 1960er und in den 1970er Jahren war Ozzie Nelson auch als Produzent und Programmdirektor für einige Fernsehshows wie Adam-12, The D.A., und Bridget Loves Bernie verantwortlich. Er war Regisseur, Autor und Produzent des Musikfilmes Love & Kisses von 1965, bei dem sein Sohn Ricky die Hauptrolle spielte.

### Tod und Nachleben
Ozzie Nelson starb im Juni 1975 im Alter von 69 Jahren an Leberkrebs. Er liegt gemeinsam mit seiner Frau und Sohn Ricky auf dem Forest Lawn Friedhof (Hollywood Hills) in Los Angeles begraben.
An Ozzie Nelson erinnert ein Stern auf dem Hollywood Walk of Fame (6555 Hollywood Blvd.), den er für seine Verdienste für die Fernsehindustrie erhielt. Zusammen mit seiner Frau erhielt Ozzie Nelson einen weiteren Stern (6260 Hollywood Boulevard) für seine Leistungen im Radio.

## Diskographische Hinweise
- The Uncollected: Ozzie Nelson (Hindsight, 1942)
- The Uncollected: Ozzie Nelson, Vol. 2 (Hindsight, 1937)

## Filmografie (Auswahl)
- 1940: Ozzie Nelson & His Orchestra (Kurzfilm)
- 1941: Sweetheart of the Campus
- 1942: The Big Street
- 1942: Strictly in the Groove
- 1946: People Are Funny
- 1952: Here Come the Nelsons
- 1952–1966: The Adventures of Ozzie and Harriet (Fernsehserie, 435 Folgen; auch Regisseur und Drehbuchautor)
- 1965: Love & Kisses (nur als Regisseur und Drehbuchautor)
- 1968: Alles was verboten ist (The Impossible Years)
- 1971: Adam-12 (Fernsehserie; als Regisseur bei 2 Folgen und Schauspieler bei einer Folge)
- 1973: Ozzie's Girls (Fernsehserie, 24 Folgen; auch Regisseur und Drehbuchautor)

## Werke
- Ozzie: Prentice Hall, 1973, ISBN 0-13-647768-2.